# عربية نوبية
العربية النوبية (بلسانها: كي-نوبي) هي هجينة عربية (كريول) أو قد تعتبر لهجة عربية. يُتَحَدَّث بها في جنوب-غرب الصومال ومناطق حضرية في كينيا (حيث جلبهم الاحتلال الإنجليزي) وجميع أنحاء أوغندا (حيث هم تجّار) - مثل «بومبو» و«أروا» [الإنجليزية] وضاحية في نيروبي تسمّى «كـِيْـبِـرَة» (بالسواحلية: kibera) - إضافةً إلى الولايات المتّحدة. وإجمالي تعدادهم غير معروف تحديداً لكنّه يرجّح أن يكون بضع عشرات من الآلاف. وهي لغة متكلّمة ولا تكاد تُكْتَب إطلاقاً.
و 90% من مفرداتها عربيّة الأصل، رغم وجود شيء من الاختلاف حول إذا ما كانت ذات مفهومية متبادلة مع عربية جوبا في جنوب السودان المجاور لها. وسواد المتحدّثين بها مسلمون سنة من عرقيّة تعرف بذات الاسم («نوبي»)، وهم يستخدمونها في الدوائر الخصوصية - مثلاً يُتَوَقَّع من الزوجة غير النوبيّة تعلّمها - بجانب اللغة السواحلية الّتي يستخدمونها للتواصل مع المجتمعات الّتي يقيمون بينهم والّتي قبلتهم بترحاب نسبي. ولا توجد كنيسة خاصّة بهم إلّا أنّ عدد ضئيل منهم مسيحيون يتردّدون على كنائس عرقيّات أخرى. وأكثرهم أمّيّون نظراً لحالتهم الاجتماعيّة والمعيشيّة المتواضعة، لكن حوالي 30% منهم في كينيا يعرفون شيئاً من الإنجليزية لكونها لغة رسمية هناك.

## تطوّرها
رغم عدم وضوح تفاصيل تلك الفترة، يُعتقد بأنّه كانت توجد بالفعل هجينة عربية في جنوب السودان قبل عام 1820، وعلى العموم فالمعروف هو أنّ بدايات هذه اللهجة كانت عند نزوح متحدّثين باللغة العربيّة من شمال السودان حوالي هذا العام. وبسبب توسّع التجارة ودخول أهالي منطقة الساحل في الإسلام، انتشرت اللغة العربية كلغة تواصل مشترك للتجار والحجّاج.
ومن الجدير بالذكر أيضاً أنّ محمد علي باشا كان يبعث بالعسكرية المصريون إلى مناطق في جنوب السودان لتعقّب بعض القبائل العربية هناك والمماليك المستخفون بها، فربّما ازداد انتشار اللغة العربية في بعض المناطق بفعل ذلك أيضاً. وكانت تلك الحملات يعرفونها السودانيّون ب«التركيّة». وسبب دخول عساكر من القبائل السوداء هو أن أنشأ محمد علي «النظام الجديد» في أسوان كقاعدة عسكرية، ولم يجد من المقبلين ما يكفيه فضمّ إلى جيشه من تلك القبائل، بعضهم طوعاً وبعضهم كراهيةً.
وفي الشطر الثاني من القرن التاسع عشر، في عهد الاحتلال البريطاني للمنطقة، تطوّرت النوبيّة من رطانة عربية كان يتحدّث بها العسكر المستعبدون في الجيش المصري تحت قيادة أمين باشا، وأصل تلك العسكرية من منطقة «الغابات الاستوائية» في أقصى جنوب السودان (ولا علاقة لهم بالنوبيين في مناطق السودان الأخرى بالرغم من تسميتهم). لجأ جزء من تلك العسكر بعد ذلك إلى كينيا وأوغندا حيث استقرّوا وحيث تتواجد اللغة اليوم.

## سماتها
ومن الغريب أنّها بالرغم من أنّها كريول، لكنّها أكثر تعقيداً في تركيباتها من لغة أصل المفردات (العربية المصرية والعربية السودانية) من حيث صرف صيغة الجمع، وهذا لامتلاكها أقسام كلام غامضة غير موجودة في لغة أصل المفردات. وتحتفظ النوبية على كثير من سمات العربية مثل البادئة والسفكس والتركيب.

## متكلّميها
عددهم تتراوح في تحديده التقديرات، ما بين 25 ألف وعدد يفوقه مرّتان أو ثلاثة لكن لا يتجاوز بضعة عشر ألفاً، منتشرون في ضواحي حضرية في مدن كينيا وأوغندا بشكل أساسي وذُكِرَت أعلاه، ويتميّزون بثقافتهم رفيعة المستوى، فيدينون بالإسلام وتنتشر في ضواحيهم المساجد، وملابس نسائهم باهية الألوان، ومطبخهم حارّ البهارات، ومصنوعاتهم اليدويّة عالية الجودة، وبالطبع ينفردون بلسانهم.

## مقطتفات
نقلاً عن كتاب في النوبية في أوغندا، يبدأ الراوي قصّته بسؤال الجمهور: «اجي ما جاكو؟» أي «هل جائكم [الخبر]؟» فيردّوا عليه بـ«ا-خير ما جا لينا» أي «الخير ما جاء لنا [فقصّه علينا]».